# Autoprotoliza
U autoprotolizi proton se prenosi između dva identična molekula, jedan od kojih deluje kao Brenstedova kiselina, otpušajući proton koji prihvata drugi molekul koji deluje kao Brenstedva baza. Voda ima amfoterna svojstva što znači da se može ponašati kao kiselina i kao baza. U čistim vodenim rastvorima postoji ravnoteža poznata kao ravnoteža disocijacije ili autoprotoliza vode.
Autoprotoliza je kiselo-bazna reakcija u kojoj jedan molekul rastvarača deluje kao kiselina, a drugi kao baza.